# Síndrome de las piernas inquietas
El síndrome de Willis-Ekbom o síndrome de las piernas inquietas es un trastorno neurológico caracterizado por sensaciones desagradables en las piernas (menos frecuente en los brazos) y un impulso incontrolable de moverse y andar cuando se está descansando, en un esfuerzo del paciente de aliviar estas sensaciones (se denomina en ciertas ocasiones "andadores nocturnos"). Algunos autores postulan que este trastorno pudiera afectar a un 10 % de la población mundial, y sus causas son desconocidas a comienzos del siglo XXI.
Un porcentaje pequeño de las personas es correctamente diagnosticado, debido a que su síndrome es dirigido a especialistas como neurólogos, reumatólogos, psicólogos, etc. No se trata de una enfermedad grave, que sea causa per se de muerte, pero sí de terribles desasosiegos que disminuyen la calidad de vida del paciente y de aquellos que le rodean. Si no se tratan pueden devenir en crisis nerviosas y depresión.
Con el objeto de aliviar, compartir y mejorar la convivencia se han creado en cada país asociaciones específicas. El nombre "síndrome de Ekbom" se puede confundir con el delirio de parasitosis o delirio dermatozoico.
Una revisión de 2019 concluye que se trata del segundo trastorno del movimiento relacionado con el gluten más frecuente. Estos se desarrollan independientemente de la presencia de síntomas o lesión intestinal, es decir, tanto en celíacos como en no celíacos. Más de la mitad de las personas mejora con la retirada estricta del gluten de la dieta, sin necesidad de ningún otro tratamiento adicional.

## Historia
Se conocen las primeras descripciones médicas del trastorno ya en la segunda mitad del siglo XVII, procedentes del doctor inglés Thomas Willis (doctor de cámara de Carlos II). Willis describe un caso en 1672 de un granjero londinense. En el año 1861 el conocido clínico alemán Theodor Wittmaack la incluyó por primera vez en su lista de enfermedades describiéndola como inquietud de miembros inferiores: Anxietas tibiarum. La denominación actual de Piernas inquietas se hizo oficial internacionalmente en 1945 gracias a la descripción del neurólogo de Estocolmo Karl Ekbom. En su publicación muestra los síntomas y describe ocho casos. Con posterioridad a su descripción se añadió la palabra síndrome para hacer descripción de la enfermedad, no de un proceso. Durante los años cincuenta se intentó ligar las causas de la enfermedad al período de gestación, deficiencia de hierro, y fallos renales crónicos. Estudios posteriores enlazaron algunas de causas a un fallo en el sistema límbico del cerebro humano.

## Epidemiología
Algunos investigadores estiman que este síndrome afecta hasta un 10 % de la población europea y estadounidense. Existen pocos casos diagnosticados en la India, Japón y Singapur. Esta aparición de la enfermedad en ciertos lugares, evidencia la existencia de factores raciales o étnicos. Sin embargo, otros consideran que la ocurrencia es mayor porque, en algunos casos, no se diagnostica correctamente. El síndrome de las piernas inquietas ocurre en ambos sexos, pero la incidencia puede ser ligeramente mayor en las mujeres. Aunque el síndrome puede comenzar a cualquier edad, aún tan temprano como en la infancia, la mayoría de los pacientes severamente afectados son de edad media o mayores. Además, la severidad del trastorno parece aumentar con la edad. Los pacientes mayores sufren los síntomas con más frecuencia y durante períodos de tiempo más largos. Algunos pacientes muestran síntomas ya desde la niñez. Algunas personas con el síndrome no buscan atención médica pensando que no se les va a tomar en serio, que sus síntomas son muy leves o que su problema no se puede tratar. Algunos médicos, equivocadamente, atribuyen los síntomas al nerviosismo, al insomnio, al estrés, a la artritis, a los calambres musculares o al envejecimiento.

## Etiología
El síndrome de piernas inquietas está asociado con frecuencia a una deficiencia de hierro (aproximadamente en el 20% de los casos). Los niveles elevados de estrógenos son otra causa relacionada con la aparición de los síntomas, como ocurre durante el embarazo. Entre los factores de riesgo se incluyen edad avanzada y el consumo de ciertos medicamentos, tales como los antagonistas de la dopamina, los antidepresivos tricíclicos y los inhibidores selectivos de la recaptación de serotonina. El tabaco y la ingesta excesiva de cafeína o alcohol  pueden empeorar los síntomas.
Asimismo, es muy común en personas con enfermedades inflamatorias del tracto gastrointestinal, como la enfermedad celíaca sin diagnosticar o tratar (que puede cursar sin síntomas digestivos), la enfermedad de Crohn y el sobrecrecimiento bacteriano intestinal. Con frecuencia, estas enfermedades provocan una deficiencia de hierro y un aumento de los niveles de inflamación sistémica. Esta inflamación podría ser una causa directa del desarrollo del síndrome de piernas inquietas, al afectar a la neurotransmisión de la dopamina en el cerebro y la médula espinal.
El síndrome de las piernas inquietas es el segundo trastorno del movimiento relacionado con el gluten más frecuente (la ataxia por gluten es el primero). Estos trastornos se desarrollan independientemente de la existencia de síntomas o lesiones intestinales, es decir, tanto en celíacos como en no celíacos. Más de la mitad de las personas experimenta una clara mejoría con la retirada estricta del gluten de la dieta, sin necesidad de ningún otro tratamiento adicional. (véase Trastornos neurológicos relacionados con el gluten)

## Cuadro clínico

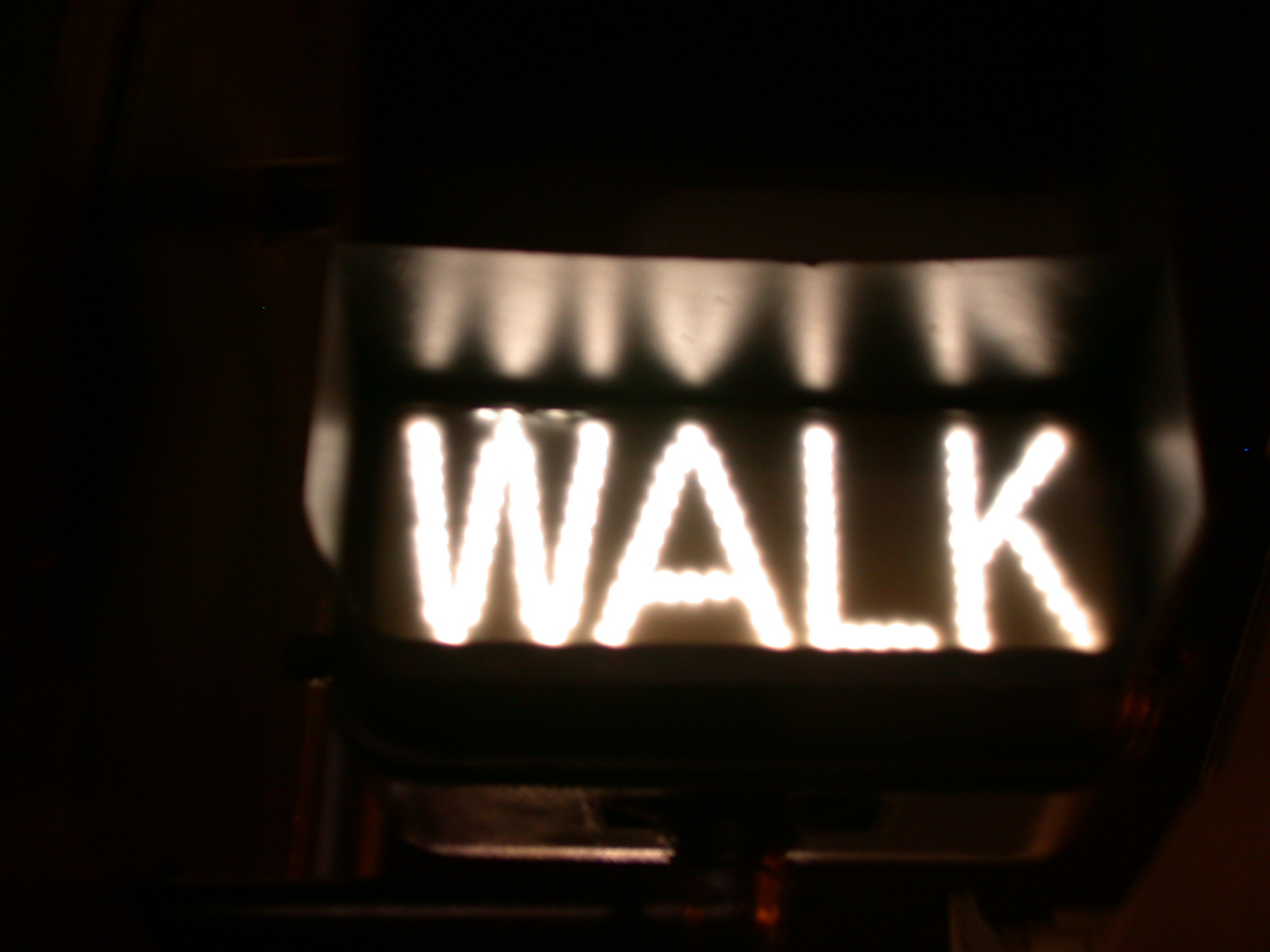
El periodo de descanso durante la tarde, o noche, desencadena el efecto de 'piernas inquietas' y su deseo de andar.

Los afectados a menudo describen las sensaciones del síndrome de las piernas inquietas como «quemantes», como si algo se les deslizara, o como si insectos treparan por el interior de sus piernas (sensación de hormigueo). Estas sensaciones, a menudo llamadas parestesias (sensaciones anormales) o disestesias (sensaciones anormales desagradables), varían en gravedad de desagradables a irritantes, a dolorosas. Por regla general se desencadenan estas sensaciones cuando el paciente se encuentra en reposo. La sensación de alivio parece surgir si el paciente anda o se mueve, y es por esta razón por la que deviene en un trastorno del sueño, por su incapacidad de desarrollar una actividad de descanso. Esta situación genera una disminución de calidad de vida del paciente. Los síntomas del síndrome de las piernas inquietas en las extremidades se suelen desatar por la tarde, o noche. 
El aspecto más distintivo o poco usual del trastorno es que los síntomas son activados por el hecho de acostarse y tratar de relajarse. Como resultado, la mayoría de las personas con el síndrome de las piernas inquietas tienen dificultad para conciliar y mantener el sueño. En la literatura de finales del siglo XX se denominaba a los pacientes con síndrome de las piernas inquietas: "andadores nocturnos" (nightwalkers). En segundo orden de cosas puede causar trastornos sociales debido a la imposibilidad de asistir al teatro, al cine. En algunas ocasiones impedimento para viajar. Pérdida de concentración en el trabajo. Si no se trata, el trastorno provoca agotamiento y fatiga durante el día. Muchas personas con el síndrome de las piernas inquietas informan que su trabajo, sus relaciones personales y las actividades diarias resultan muy afectadas como resultado del cansancio. A menudo no se pueden concentrar, tienen la memoria deteriorada, o fallan en el cumplimiento de sus tareas diarias. 
Este síndrome presenta distintos niveles de intensidad entre quienes lo padecen. Las formas leves son muy frecuentes en la población, pero en ocasiones las molestias pueden ser intolerables para quien las sufre. Así, existe una categorización de severidad de la enfermedad que va desde algunos síntomas intermitentes de incomodidad, pasando por los moderados (síntomas que aparecen a diario), hasta los extremos que por su habitual aparición puede causar serios problemas psicológicos. En casos graves también afecta los miembros superiores llegando hasta zarandeos de cuerpo completo parecido a la epilepsia (claro que si pasa en ese caso ambas se pueden confundir). 

## Diagnóstico
Los médicos que sospechan el síndrome de las piernas inquietas suelen tratar los pacientes en clínicas del sueño con el objeto de precisar mejor el diagnóstico. Para diagnosticar el RSL, debe detectarse cualquiera de los cuatro síntomas:
1. Una necesidad urgente de mover las piernas, acompañada generalmente de una sensación incómoda y poco placentera en las extremidades.
2. La necesidad de moverse, o la sensación poco placentera en las extremidades, que comienza cuando se inician periodos de descanso.
3. La necesidad de moverse, o las sensaciones poco placenteras en las extremidades, son parcialmente disminuidas por el movimiento del paciente. Generalmente andando, haciendo estiramientos, etc.
4. La necesidad de movimiento, o las sensaciones poco placenteras en las extremidades, es mayor en los periodos de tarde/noche, siendo menos probables por la mañana.

Debido a una posible causa de transmisión hereditaria, los pacientes que tengan entre los familiares un caso de síndrome de las piernas inquietas son potenciales pacientes. De la misma forma un análisis de sangre buscando bajos niveles de ferritinas que indiquen bajos niveles de hierro en sangre.

## Diagnóstico diferencial
Más del 80% de las personas con el síndrome de las piernas inquietas también sufren una dolencia más común conocida como síndrome de movimientos periódicos de las piernas (PLMD por sus siglas en inglés). Se ha descrito la  asociación de anemia ferropénica con el síndrome de piernas inquietas junto a acatisia. El PLMD se caracteriza por movimientos involuntarios bruscos de las piernas, como jalones o tirones, que ocurren durante el sueño, generalmente con una frecuencia de 10 a 60 por segundo, a veces durante toda la noche. Estos síntomas hacen que el paciente se despierte repetidamente e interrumpen gravemente el sueño. A diferencia del síndrome de las piernas inquietas, los movimientos causados por el PLMD son involuntarios. Aunque muchos pacientes con este síndrome también desarrollan el síndrome de movimientos periódicos de las piernas, la mayoría de las personas con este trastorno no sufren el síndrome de las piernas inquietas.
De igual modo que ocurre con el síndrome de las piernas inquietas, no se conoce la causa del PLMD, aunque estudios recientes realizados en la Escuela de Medicina de la Universidad de Harvard concluyen provisionalmente que detrás de la relación entre la disfunción eréctil y el movimiento involuntario de las piernas podrían estar los bajos niveles de dopamina, una hormona neurotransmisora del sistema nervioso asociada a ambos trastornos.

## Tratamiento
Se trata con diversos medicamentos que van desde la levodopa, los dopaminérgicos, los opiáceos, las benzodiazepinas, los antiepilépticos y los suplementos dietéticos de hierro.